# Arnold Toynbee

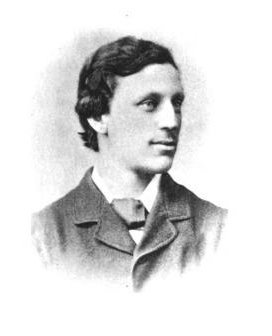
Arnold Toynbee

Arnold Toynbee (23 augustus 1852 – 9 maart 1883) was een Brits economisch historicus, bekend door zijn maatschappelijke inzet om het levenspeil van de arbeiders te verhogen.
Arnold Joseph Toynbee, een andere geschiedkundige met wie hij vaak wordt verward, was zijn neef.

## Biografie
Toynbee werd in Londen geboren, als zoon van de keel-, neus- en oorarts Joseph Toynbee. Hij was getrouwd met Charlotte Atwood die 12 jaar ouder was dan hij.
Toynbee begon in 1873 met de studie politieke economie aan de universiteit van Oxford. Hij studeerde in 1878 af aan het Balliol College, waar hij ook begon te doceren. Zijn colleges over de geschiedenis van de Industriële Revolutie in de 18e en 19e eeuw in Engeland kregen grote vermaardheid; Toynbee introduceerde de term “Industriële Revolutie” in de Engelstalige wereld. In Duitsland was dit begrip al eerder bekend onder invloed van Friedrich Engels.

## Economische geschiedenis
Volgens Toynbee toonde de geschiedenis van de economie aan dat zogenaamde economische wetmatigheden in feite relatief waren. Bijvoorbeeld vrijhandel was niet altijd voor iedereen voordelig, maar alleen onder bepaalde omstandigheden. Hetzelfde gold voor overheidsingrijpen tegenover de werking van de vrije markt: alles hangt af van de vraag welke (overheids)maatregelen getroffen dienen te worden.
Een ander idee dat Toynbee verwierp was dat vrije concurrentie alleen maar voordelen biedt voor de economie en de maatschappij: het zogenaamde laisser faire kapitalisme. Hij beschouwde dit (soort kapitalisme) als “het recht van de sterkste en de wetten van de jungle”. Hij schreef: “Vanaf het ontstaan van de mensheid was iedere menselijke beschaving gericht op het beëindigen van deze brute strijd en te voorkomen dat de zwakken onder de voet worden gelopen.”  

Toynbee stelde voor om een onderscheid te maken tussen concurrentie op de werkvloer enerzijds en strijd over de verdeling van goederen aan de andere kant:
“De competitie tussen mensen om elkaar af te troeven in productiviteit dient de hele gemeenschap; hun strijd over de verdeling van de gezamenlijke productie is contraproductief. De sterksten zullen hun wil opleggen aan de zwakkeren. De kapitalisten onderdrukken de arbeiders en betalen hun een hongerloon. Alleen wet- en regelgeving kan de armen beschermen. In Engeland heeft dit geleid o.a. tot de oprichting van vakbonden.”

## Maatschappelijke betrokkenheid
Het “vroeg industriële kapitalisme ” en de situatie van de arbeiders was voor Toynbee geen onderwerp van studie vanuit de ivoren toren; hij was daadwerkelijk betrokken bij het verbeteren van hun leefomstandigheden. Hij gaf toespraken voor arbeiders in de grote industrie en moedigde de vorming aan van vakbonden en coöperaties. De sloppenwijk Whitechapel in Oost-Londen had zijn speciale aandacht; hij hielp er bibliotheken voor de armen op te zetten. 
Zijn ideaal was om studenten uit de midden- en hogere klassen niet alleen in de achterstandswijken te laten wonen maar ook maatschappelijk werk en onderwijs te laten verzorgen. Hij maakte het zelf niet meer mee, want Toynbee stierf al op 30-jarige leeftijd, maar hij inspireerde anderen om van dit concept een wereldwijde beweging van universiteitsvestigingen in dit soort wijken te maken.

Het idee was vooral om de toekomstige elite de problemen van de Britse samenleving onder ogen te brengen. Vooral belangrijk op een moment dat de klassenverschillen nog zeer groot waren; sociale mobiliteit bestond nog nauwelijks en de “rijken” hadden geen idee van de leefomstandigheden van de armen.

## Denkbeelden over de Industriële Revolutie
Toynbee wordt algemeen gezien als de historicus die de term “Industriële revolutie” door zijn lezingen in het Engelse taalgebied geïntroduceerd heeft.
Volgens hem was de essentie van deze ommekeer in de geschiedenis, de noodzaak om een einde te maken aan de “middeleeuwse regels” die tot dan toe de productie en de verdeling van welvaart gedomineerd hadden.
Tegelijk met deze industriële revolutie speelde zich ook een omwenteling af op het platteland, waardoor boeren en arbeiders van elkaar vervreemd raakten en in de maakindustrie verscheen er opeens een nieuwe klasse van kapitalistische arbeiders.De oude relatie tussen meester en knecht was verdwenen en de economie gebaseerd op geld had de menselijke verbondenheid verdrongen.
Toynbee vatte zijn visie samen door te verklaren dat het boek The Wealth of Nations en de uitvinding van de stoommachine de oude wereld vernietigd hadden en een nieuwe (wereld) geschapen, waarbij concurrentie en de geldeconomie, volgens hem, debet waren aan de verpaupering van de massa.
Als antwoord op dit doemscenario stelde Toynbee voor om de overheid een rol te laten spelen in de regulering van de economie. Een evenwicht te zoeken tussen massa industrie en arbeid. Als een soort van “radicale geloofsbelijdenis” zei hij: "We leggen niet ons oude geloof af in vrijheid, rechtvaardigheid en zelfredzaamheid, maar we begrijpen dat onder bepaalde omstandigheden mensen zichzelf niet kunnen redden en dat zij door de staat (die ons allemaal vertegenwoordigt) geholpen dienen te worden. Deze hulp van de overheid moet aan drie voorwaarden voldoen: hij moet het maatschappelijk belang dienen. Verder moet hij praktisch uitvoerbaar zijn en de staatsinterventie mag niet ten koste gaan van ieders plicht om voor zichzelf op te komen. Want zelfredzaamheid en vrijwillige vereniging vormen de basis van de grootheid van het Engelse volk."